# Partenariat Euromed
Pour les articles homonymes, voir Euromed.
Le Partenariat Euromed, dit aussi Processus de Barcelone, a été institué en 1995 à Barcelone, à l'initiative de l'Union européenne (UE) et de dix autres États riverains de la mer Méditerranée (Algérie, Palestine, Égypte, Israël, Jordanie, Liban, Maroc, Syrie, Tunisie et Turquie). Le nombre de pays partenaire s'est étendu plusieurs fois et Euromed rassemble aujourd'hui les vingt-sept États membres de l'UE et quatorze États du sud de la Méditerranée, du bassin Levantin et des Balkans occidentaux. La Libye a un statut d'observateur depuis 1999 ; depuis 2004 et la normalisation de ses relations avec l'UE, cette dernière prépare son intégration à moyen terme ; la Syrie en est suspendue depuis mai 2011. Le partenariat a été implémenté en 2008 avec la mise en place de l'Union pour la Méditerranée.

## Historique
- États membres
- Candidats reconnus
- Candidats potentiels
- Partenariat oriental
- Accord de partenariat et de coopération avec la Russie
- États membres de l'Association européenne de libre-échange
- Partenariat Euromed
- Autres pays de l'UPM

Le processus de Barcelone a été lancé en novembre 1995 lors de la Conférence Euro-méditerranéenne des Ministres des Affaires étrangères du 27 – 28 novembre 1995. Cette conférence a donné naissance à une alliance reposant sur les principes de « paix, de stabilité et de prospérité, grâce au renforcement du dialogue politique et de sécurité, de la coopération économique, financière, sociale et culturelle ». La déclaration de Barcelone, faite à l'issue du sommet constitutif, énonce les principaux objectifs de ce partenariat : construire ensemble un espace de paix, de sécurité et de prospérité partagée. Pour y parvenir, elle prévoit des actions dans les domaines politique, économique, financier, culturel et social. Euromed est fondé sur les rapports de paix entre ces États qui ont des intérêts communs ainsi qu'un long passé d'échanges mutuels. Sur le plan économique, le processus vise à l'instauration d'un marché de libre-échange en 2010. Cet objectif a été réaffirmé lors du sommet de Barcelone de 2005. En 2005, l'immigration et la lutte contre le terrorisme sont devenus les domaines prioritaires du partenariat. 
Le processus de Barcelone est une politique régionale et multilatérale de partenariat associant les États des deux rives de la mer Méditerranée. La politique européenne de voisinage (PEV), instaurée en 2004, vise à compléter et renforcer le processus de Barcelone au moyen de plans d'action bilatéraux convenus avec tous les pays partenaires (dans ou hors Euromed). 
L'UE a soutenu le processus de Barcelone à hauteur de 8,7 milliards d'euros entre 1995 et 2006. Les dix partenaires de l'UE bénéficient, à travers le programme MEDA, de fonds de la Banque européenne d'investissement, pour un montant d'environ 2 milliards d'euros par an. En 2005, après 10 ans de mise en place, le processus de Barcelone a permis l'adoption d'un code de conduite vis-à-vis du terrorisme de la part des pays participants, mais aucun rapprochement économique ou politique n'a été effectué,.
Nicolas Sarkozy, alors président de la République française a émis l'idée, le 6 mai 2007, de créer une Union pour la Méditerranée. Après des négociations difficiles avec les autres États membres de l'UE, l'initiative baptisée « Processus de Barcelone : Union pour la Méditerranée » a été lancée par l'UE, à Paris, le 13 juillet 2008. Elle vise à donner un nouveau souffle au partenariat, en le dotant d'une gouvernance plus équilibrée et en renforçant sa visibilité.

### Relations avec des pays bénéficiant d'un partenariat
La diplomatie et la coopération trans-méditerranéenne ont permis de développer deux types de partenariats, en fonction du degré des relations et des discussions propres à chaque pays : 
- Les États bénéficiant d'un statut avancé doivent, en contrepartie d'une aide financière destinée à leur développement, répondre à des objectifs de convergence politique et économique avec l'Union européenne[6], par ailleurs, cette coopération est assortie de multiples contraintes telles que le respect des droits de l'homme, la liberté de paroles et le respect des accords internationaux[7].
- Les accords de coopération sont moins avancés et ne concernent en priorité que les échanges commerciaux et les flux financiers[Notes 1].

| État bénéficiant d'un statut avancé          | État bénéficiant d'un statut avancé | État bénéficiant d'un statut avancé | État bénéficiant d'un statut avancé | État bénéficiant d'un statut avancé |              |
|                                              | Date de la décision                 | Accord                              | Capitale                            | Langue(s) officielle(s)             | Monnaie      |
| -------------------------------------------- | ----------------------------------- | ----------------------------------- | ----------------------------------- | ----------------------------------- | ------------ |
| Maroc                                        | Janvier 2000                        | Accord d'association                | Rabat                               | arabe, berbère                      | dirham (MAD) |
| Tunisie                                      | Novembre 2012                       | Accord d'association                | Tunis                               | arabe                               | dinar (TND)  |
| États bénéficiant d'un accord de coopération |                                     |                                     |                                     |                                     |              |
|                                              | Date de la décision                 | Accord                              | Capitale                            | Langue(s) officielle(s)             | Monnaie      |
| Israël                                       | Avril 2000                          | Accord d'association                | Tel Aviv                            | hébreu, arabe                       | shekel (ILS) |
| Jordanie                                     | Mars 2002                           | AEMEA                               | Amman                               | arabe                               | dinar (JOD)  |
| Égypte                                       | Avril 2004                          | AEMEA                               | Le Caire                            | arabe                               | livre (EGP)  |
| Algérie                                      | Juillet 2005                        | Accord d'association                | Alger                               | arabe, berbère                      | dinar (DZD)  |
| Liban                                        | Février 2006                        | AEMEA                               | Beyrouth                            | arabe                               | livre (LBP)  |
| 1. 2. 3. 4. 5. 6. 7. 8. 9.                   |                                     |                                     |                                     |                                     |              |

## Critiques
Dans le cadre du volet culture du partenariat Euromed, des députés au Parlement européen, emmenés par les socialistes Françoise Castex et Vincent Peillon ont demandé à la Commission européenne, à travers une pétition au parlement européen lancée au mois d'avril 2011, la création d'un « Erasmus Euromed ». En d'autres termes, il s'agirait de créer des programmes universitaires « Erasmus » et « Leonardo da Vinci » euro-méditerranéens.  
Selon les députés, l'Europe doit accompagner les pays arabes « sur le chemin de la démocratie en proposant des initiatives fortes qui répondent aux besoins de ces pays et concrétisent la solidarité entre les deux rives de la Méditerranée ». Ils font par ailleurs valoir que seuls 200 étudiants de la Méditerranée participent chaque année au programme Erasmus Mundus, ce qui, selon Vincent Peillon est très insuffisant, « au regard des enjeux et rapporté à la population de la région (450 millions d'habitants) ». Pour Françoise Castex, le cadre de cet échange doit évoluer car « dépassé par les événements ». En outre, l'accent doit être également mis sur « les questions de formations professionnelles », jugées essentielles pour le développement démocratique et économique de ces pays. 
Cette déclaration écrite a été adoptée le 27 septembre 2011 par 389 députés européens ; elle a été transmise à la Commission européenne et aux États membres.

## Compléments